# 16e eeuw
De 16e eeuw (van de christelijke jaartelling) is de 16e periode van 100 jaar, bestaande uit de jaren 1501 tot en met 1600. De 16e eeuw behoort tot het 2e millennium.

## Gebeurtenissen en ontwikkelingen

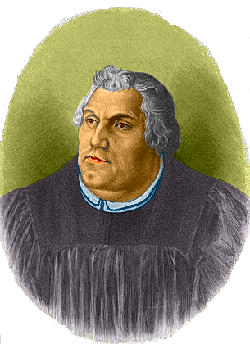
Maarten Luther

### Afrika
- Snelle expansie van het Songhairijk in West-Afrika door handel met Europa en Azië, de creatie van vele scholen. De islam wordt een belangrijk deel van het rijk.

### Azië
- Vanaf 1510 is Goa het centrum van Portugees-Indië. De Portugezen maken van Goa een levendige stad, ruim opgezet met tuinen en lusthoven. Het pronkt met allerlei koopwaar, waaronder gelakte bedsteden en slaven. De stad groeit uit tot een bestuurlijk centrum met 200. à 300.000 inwoners, in grootte te vergelijken met Londen of Parijs. Vanuit Goa worden Portugese bezittingen op de Malabarkust, Ceylon, Malakka en Macau ondersteund.
- De Sadak-e-Azam (grote weg) door het noorden van het huidige India wordt opnieuw in gebruik genomen onder Sher Shah Suri, die de ver uit elkaar gelegen provincies van zijn enorme rijk met elkaar verbindt. Sher Shah laat het gedeelte tussen Agra en Sasaram in Bihar aanleggen. Nog in zijn regeringsperiode wordt de weg uitgebreid tot aan Multan in het westen en Sonargaon in het oosten. Daarna trekken de Moghulkeizers haar door naar Kabul.
- De Safawiden uit Azerbeidzjan (Iran) veroveren het Perzische rijk en maken er de Jafari (sjiisme) tot staatsgodsdienst.
- Het systeem van Mardijkers wordt op Java geïntroduceerd door de Portugezen. Gekerstende slaven worden vanuit Voor-Indië en zelfs Afrika naar Oost-Indië gebracht, waar ze een aparte bevolkingsgroep vormen, nauw verbonden met de Europese machthebbers. Van de vrijgelaten slaven wordt militaire wederdienst geëist, maar ze zijn vrij zich te vestigen waar ze willen.

#### Midden-Oosten
- De Osmaanse Turken veroveren Egypte en Mekkah. Van Hongarije maken ze een vazalstaat en ze belegeren Wenen.
- De eerste Koffiehuizen worden geopend in onder andere Damascus, Istanboel en Caïro.

### Amerika
- Spaanse Conquistadores maken een eind aan eeuwenoude beschavingen van Maya's, Azteken, Inca's en vele andere volkeren in Latijns-Amerika.
- De conquistadores geven aan hun volgelingen het recht om groepen van de inheemse bevolking te werk te stellen en om tribuutbetalingen van hen te vragen. In ruil hiervoor krijgen dezen voedsel, onderdak en christelijk onderwijs. Het systeem wordt voor het eerst gebruikt in Hispaniola voor landbouwarbeid en later ook voor de landbouw in Mexico. Als de zilvermijnen in de jaren-1540 worden ontdekt, wordt ook daar het encomienda-systeem ingevoerd.
- Om de Spaanse conquistadores te betalen worden grote stukken land met de bevolking die erop woont toegekend aan de veroveraars. Dit systeem, waarin de eigenaar van het land recht heeft op de opbrengst en de inheemse bevolking voor zich mag laten werken in ruil voor hun bekering, staat bekend als encomienda. Hoewel indianen officieel als Spaanse onderdanen gelden en daarom geen slaaf kunnen worden, komt dit systeem in feite vaak neer op slavernij.
- In de jaren na 1520 doet zich in Nieuw-Spanje een van de grootste demografische catastrofes uit de geschiedenis van de mensheid voor. De eerste pokkenlijder, vermoedelijk een bemanningslid van Panfilo de Narvaéz, stapt in dat jaar aan land in Mexico. Binnen een paar maanden tijd richt deze ziekte een ravage aan onder de Azteken en deze epidemie wordt later gevolgd door griep, mazelen en cocoliztli (wsch. de builenpest). Van de 25,2 miljoen inwoners die Mexico naar schatting in 1520 heeft, zijn er in 1623 nog slechts 0,7 miljoen over, ofwel een bevolkingsdaling van 97% in een eeuw tijd. Op de terugreis brengen de veroveraars de geslachtsziekte syfilis mee naar Europa.
- Giovanni da Verrazzano verkent in 1524 in opdracht van Frankrijk de oostkust van Amerika. Tien jaar later vaart Jacques Cartier de Sint-Laurensrivier op. In de volgende jaren bouwt hij handelsplaatsen en forten in een gebied dat later Quebec zal heten. Zo groeit in de loop van de eeuw Nieuw-Frankrijk.

### Europa
- De katholieke vorsten bestrijden de protestantse ketterij met plakkaten en met vervolging door de Inquisitie.
- De godsdienstvrede van Augsburg laat de Europese vorsten vrij om met hun volk een kerkelijke richting te kiezen.
- Frankrijk wordt verscheurd door de Hugenotenoorlogen met de Bartholomeusnacht in 1572 als dieptepunt. Het Edict van Nantes maakt in 1598 een tijdelijk einde aan de Franse godsdienstoorlogen.
- Bij de Rijkshervorming van 1495 is een Rijkskamergerecht ingesteld als hof van beroep voor alle landen van het rijk. Het hof spreekt het gemene recht, met slechts een aanvullende rol voor het lokale gewoonterecht. Buiten dit stelsel blijft Engeland met zijn eigen Common law.
- Het Heilige Roomse Rijk wordt ingedeeld in kreitsen. De kreitsen zijn onder andere verantwoordelijk voor de handhaving van de vrede en de uitvoering van de uitspraken van de Rijkshofraad en het Rijkskamergerecht. Maar na de Reformatie zijn de vorstendommen in de praktijk gegroepeerd in protestantse en katholieke landen.
- Onder de Italiaanse Oorlogen (1494–1559) wordt een reeks conflicten verstaan, waarbij op verschillende tijdstippen alle West-Europese staten betrokken zijn. Ze groeien uit tot een gevecht om de heerschappij over Europa, vooral tussen Frankrijk en het Heilige Roomse Rijk en Spanje.
- Grote delen van Europa worden geregeerd door het huis Habsburg. Keizer Karel V bestuurt een gebied groter dan het Romeinse Rijk op zijn hoogtepunt; er wordt dan ook gesproken over het rijk waar de zon nooit ondergaat. Zijn zoon en opvolger Filips II van Spanje claimt en verovert hierbij ook nog eens het Portugese geboorteland van zijn moeder.
- Engeland wordt onder het Huis Tudor een grote mogendheid. Het verstevigt zijn greep op Ierland door het stichten van het koninkrijk Ierland en door de vestiging van Engelse kolonies.
- Het Pools-Litouwse Gemenebest beleeft zijn Gouden Eeuw in de 16e eeuw en de eerste helft van de 17e eeuw. Het gebied van de Duitse Orde wordt geannexeerd. De hertogdommen Pruisen en Koerland worden vazalstaten, het hertogdom Lijfland komt rechtstreeks onder de Kroon.
- Overal in West- en Midden-Europa wordt het in de tweede helft van de 16e eeuw kouder. De winters worden strenger, met meer sneeuw en ijs. Ze beginnen vaak al in november en duren tot maart of april. Vanaf 1530 worden ook de zomers koeler met herfstweer, compleet met storm en stormvloeden. Dit natuurverschijnsel wordt Kleine IJstijd genoemd.

- De Izmaragd, een 14e-eeuwse moraalcodex, en de Domostroj, een huishoudelijk handboek, drukken hun stempel op het Russische leven. De besproken onderwerpen zijn van velerlei aard, zoals christelijke deugden, zonden, goede en slechte vrouwen, opvoeding van kinderen en het regelen van een huishouden.

- In de hele Westers-christelijke wereld wordt prostitutie fel onderdrukt, overigens zonder spectaculaire resultaten.

#### Godsdienst
- De paters Dominicanen verbreiden het Rozenkransgebed over Europa.
- De Joden worden verdreven uit Spanje en Portugal. Ze trekken in alle windrichtingen en vestigen zich ten oosten in Thessaloniki, ten zuiden in Marokko, ten westen in Brazilië en ten noorden in de Nederlanden. In Italië leidt de toestroom van Joodse vluchtelingen uit Spanje tot de instelling van getto's.
- De moslims in El Andalus, ook wel Morisco's genoemd, worden door kardinaal Cisneros gedwongen zich tot het katholicisme te bekeren. Heimelijk blijven zij de islam aanhangen, en enkele grote opstanden bevorderen de verhoudingen niet.
- De Wali Songo verspreiden de islam op Java. Op Ambon brengen de Portugezen het christendom.
- In het noordwesten van het Indisch subcontinent ontstaat het Sikhisme, een godsdienst gebaseerd op vrede en verdraagzaamheid.
- In Europa en vooral in Frankrijk worden veel processen gevoerd tegen vermeende weerwolven.
- Als de rondtrekkende medicus en magiër Johann Faust in 1540 komt te overlijden, ontstaat al snel de Faustlegende over een "pact met de duivel".

##### Reformatie
- Ten behoeve van de bouw van de Sint-Pietersbasiliek ontstaat de aflaathandel: zondaars verkrijgen kwijtschelding door betaling in plaats van door biecht en penitentie. Deze misstand wordt aan de kaak gesteld door de Augustijner monnik Maarten Luther.
- De protestantse Reformatie leidt tot de Beeldenstorm. Kerken worden ontdaan van heiligenbeelden, schilderingen en gebrandschilderde ramen met Bijbelse voorstellingen. De muren worden witgeschilderd en voortaan staat de dienst in het teken van de Schriftlezing. Gezongen worden de Geneefse psalmen. De Waldenzen sluiten zich aan bij de Reformatie.
- In de protestantse Duitse landen doet de kerstboom zijn intrede. Ook wordt op voorschrift van Luther het Sinterklaasfeest vervangen door kerstmis.
- Stichting van de Kerk van Engeland als staatskerk in Engeland (1534)
- De katholieke reactie op de Reformatie is de Contrareformatie. Het priesterschap wordt hervormd, combinatie van kerkelijke ambten wordt verboden en de opleiding wordt verbeterd. Het Concilie van Trente (1543-1565) schrijft de oprichting van seminaries in elk bisdom voor, terwijl bisschoppen theologisch geschoold moeten zijn.

##### Katholicisme
- De eerste lijsten van verboden boeken verschijnen in de Nederlanden (1529), Venetië (1543) en Parijs (1551). Dit idee wordt overgenomen door Rome (1557). In 1564 verschijnt de zogeheten Index Tridentinus (Index van Trente) onder verantwoordelijkheid van paus Pius IV volgens normen die zijn vastgelegd op vraag van het Concilie van Trente, omdat de lijst van Paulus IV te streng is. In die Index verschijnen de zogeheten Tien Regels van Trente, in het Latijn decem regulae Tridentinae, die de norm zullen blijven.

#### Lage landen
- De hertogdommen Brabant, Limburg, Luxemburg, Gelre, de graafschappen Vlaanderen, Artois, Henegouwen, Holland, Zeeland, Namen, de heerlijkheid Mechelen, Friesland, Utrecht, Overijssel (met Drenthe, Lingen en Westerwolde), Groningen (met de Ommelanden), de steden en kastelen van Rijsel en de stad Doornik (met het Doornikse) vormen met elkaar de Zeventien Provinciën.
- Tussen 1507 en 1567 besturen drie vrouwen de Nederlanden. Als de jonge landsheer Filips de Schone naar zijn koninkrijk Spanje vertrekt, vertrouwt hij zijn kinderen en zijn Nederlanden toe aan zijn zuster Margaretha van Oostenrijk. Zij blijft landvoogd tot kort voor haar dood eind 1530. Voorjaar 1531 arriveert de door haar opgevoede Maria van Hongarije, landvoogd van 1531 tot 1555, wanneer ze zich tegelijk met haar broer Karel V terugtrekt. Ze wordt opgevolgd door Margaretha van Parma, halfzuster van de nieuwe landsheer Filips II van Spanje. Margaretha vertrekt in 1567, als de hertog van Alva arriveert met een contingent Spaanse troepen.
- In de Habsburgse Nederlanden nemen (academisch gevormde) ambtenaren (ambtsadel)de plaats in van de landadel in het bestuur. De Raad van State wordt nog gevormd door edelen, maar de Geheime Raad, die bestaat uit burgers, voert de feitelijke regering.
- Er vindt een ontwikkeling plaats naar eenheid van rechtspraak (Grote Raad van Mechelen) en eenheid van wetgeving (Criminele Ordonnantie). Na 1581 valt het noorden terug op de historische lappendeken van keuren en plaatselijke gebruiken.
- De eerste grote vinkenzettingen in Vlaanderen vinden plaats. Eenmaal per jaar houden de vogelvangers wedstrijden om te bepalen welke lokvogels het snelste kunnen zingen. oorspronkelijk waren vinken lokvogels voor de valkerij.
- De kunst van het vangen en africhten van valken verspreidt zich over de Kempen en mede door toedoen van landvoogd Maria van Hongarije wordt de faam van de Brabantse Valkerij aan de West-Europese hoven gevestigd.

#### Militair
- Op slagvelden in de vroegmoderne tijd wordt de cavalerie meestal op de flank geplaatst. Een typische cavalerieaanval begint dan met een omtrekkende beweging, waarna de vijand in de rug aangevallen kan worden. Ook voor het verstoren van de vijandige logistiek blijft de cavalerie goed inzetbaar.
- De musketier verdringt, net als de haakbusschutter voor hen, in rap tempo de boogschutter en kruisboogschutter van het slagveld. Een musket is goedkoper dan een kruisboog en een musketier kan in enkele weken getraind worden, in tegenstelling tot een boogschutter, die daar vele jaren over doet. De dodelijkheid van het musket is echter niet veel groter dan van een boog of kruisboog en de vuursnelheid al helemaal niet.
- De donderbus is een nieuw handvuurwapen dat zoals een hagelgeweer zijn munitie een breed bereik geeft. Het is alleen van korte afstand effectief en doet goede dienst vanaf de bok van een koets
- Simon Stevin zet de ontwikkeling van het oud-Nederlands vestingstelsel in gang. Adriaen Anthonisz perfectioneert het stelsel en is verantwoordelijk voor het ontwerpen van de verdedigingswerken van talloze Nederlandse steden.

#### Economie
- Rond de Vlaamse steden wordt het drieslagstelsel vervangen door het vierslagstelsel, waardoor het knelpunt van het drieslagstelsel, namelijk de braakliggende gronden, wordt uitgeschakeld. Rapen, klaver, wortelgewassen en grassen gaan de graanteelt afwisselen en de braak vervangen. Door de teelt van voedergewassen kan het vee overwinteren op de grond, wat voor een betere bemesting zorgt.
- Door de toename van de bevolking zijn er meer monden die gevoed moeten worden. Zo stijgt de vraag naar agrarische producten en daarmee stijgen de prijzen van voedsel. In Engeland verviervoudigen zich de prijzen van voedsel gedurende de zestiende eeuw. Daarnaast is de

Prijsrevolutie ook een gevolg van het in de markt komen van Spaanse edelmetalen.
- Vlamingen spelen een rol bij de suikerteelt op de Canarische Eilanden en de Azoren. Antwerpen bloeit (mede) door de suikerverwerkende industrie, dat ten koste gaat van Gent en Brugge.
- Amsterdam neemt de positie over van Kampen en Deventer als handelspartner van de Hanze. De stad ontwikkelt de Oostvaart, waarbij Lübeck en Dantzig haring en linnen verhandelen tegen graan. Dat graan wordt deels doorgevoerd naar het zuiden, in ruil voor wijn en zout.
- Middelburg is de op een na grootste, koopstad en haven van de graafschappen Zeeland en Holland.
- Er is bevolkingsgroei in Europa, die echter niet ondersteund wordt door de beschikbare hulpbronnen.
- Het Zwitsers uurwerk begint aan zijn opmars.
- De Raerener keramiek krijgt bekendheid als exportproduct. Het gaat om met zoutglazuur bedekte steengoed kannen, kruiken, bekers en ander gebruiksgoed.

#### Voeding
- De vork wordt door de hogere stand aan haar bestek toegevoegd.
- De universiteiten van Bologna en Pisa zijn de bakermat van de moderne botanie. Plantkundigen worden er opgeleid en in de botanische tuinen worden de uit de nieuwe  wereld meegebrachte tomaat en chilipeper opgekweekt.

#### Vervening
- Aan het begin van de eeuw wordt in Holland een nieuwe manier van turfwinnen noodzakelijk om aan de vraag van de groeiende steden te kunnen voldoen. Door de introductie van de baggerbeugel wordt het mogelijk het veen onder de waterspiegel weg te baggeren, een praktijk die slagturven wordt genoemd. Vijftig jaar later vindt Joost Jansz. Bilhamer de moddermolen uit.
- Ook wordt de turfwinning in Friesland grootschalig aangepakt. Er worden vaarten gegraven voor de afvoer van de turf naar de steden van Holland. Die activiteiten beginnen in de omgeving van Heerenveen en breiden zich in oostelijke en noordelijke richting uit.
- Het afgegraven veengebied in het noordoosten van Waasland raakt helemaal onder water.

#### Stad en land
- De cartograaf Jacob van Deventer maakt als een der eersten gebruik van driehoeksmeting bij het in kaart brengen van het hertogdom Brabant (1536), de eerste gedrukte kaart binnen de Nederlanden. Tot 1545 volgen nog kaarten van de gewesten Holland, Gelre, Friesland en Zeeland. Van 1558 tot zijn dood werkt hij als koninklijk cartograaf aan stadskaarten van de Nederlandse steden.
- Voor winterse omstandigheden bouwt men de arrenslee als vervoermiddel.
- In de voorname huizen van de Zuid-Nederlandse steden raakt Spaans goudleer in zwang als behang van de vertrekken.
- Ter voorkoming van stadsbranden gaan steden bouwvoorschriften opstellen, zoals Gouda in 1511 en Antwerpen in 1540. Huizen moeten stenen buitenmuren hebben en een hard dak.
- Als gevolg van een aantal stormvloeden ontstaat het Verdronken Land van Zuid-Beveland, waar vele dorpen en de stad Reimerswaal in verloren gaan.

## Scheepvaart en handel
- Portugal exploreert en exploiteert de vaarwegen naar Azië. Specerijen en andere exotische producten zoals sinaasappelen en indigo komen in ruime mate op de Europese markt. Frankrijk en Duitsland verbieden echter geïmporteerde indigo om hun eigen wede-industrie te beschermen.
- De eerste bruikbare zeekaarten verschijnen: Battista Agnese uit Genua vervaardigt tussen 1536 en 1564 handgetekende perkamenten wereldatlassen. De atlas bevat verschillende kaarten van de nieuwe werelddelen. De eerste atlas, in de zin van een boek dat in een zekere oplage bij een uitgever verschijnt en kaarten van gelijk formaat bevat die speciaal voor die uitgave zijn vervaardigd, is het Theatrum Orbis Terrarum ( = wereldtoneel) van Abraham Ortelius met bijdrages van Frans Hogenberg, verschenen te Antwerpen in 1570. De eerste die "atlas" als titel voor een dergelijk werk gebruikt, is de uit Vlaanderen afkomstige Gerardus Mercator.
- Spanjaarden en Portugezen stichten plantages in het West-Indische gebied en op de Amerikaanse kust, waar ze geïmporteerde producten als koffie, bananen, suikerriet en indigo gaan verbouwen. Tegelijk brengen ze producten als tomaten, aardappelen en mais mee naar Europa. Deze drastische menselijke ingreep in de wereldflora wordt de Columbiaanse uitwisseling genoemd.
- Als door de ontdekkingsreizen wereldhandel ontstaat, komen grote, kapitaalkrachtige bedrijven tot stand. Kooplieden investeren hun steeds groeiende kapitaal in ondernemingen op het gebied van handel en daarmee verbonden bedrijfstakken, zoals scheepsbouw, manufactuur en trafiek.
- Door hun overwinning op de Genuese admiraal Andrea Doria verkrijgen de Turken in 1531 de suprematie in de Middellandse Zee. Ze behouden die tot aan de Slag bij Lepanto van 1571.

- de Barbarijse zeerovers transformeren de piraterij en ontvoering tot een grootschalige staatsactiviteit met slavernij als centraal element.
- Invoering in de zeevaart van de Jacobsstaf, waarmee zeelieden kunnen bepalen op welke Noorder- of Zuiderbreedte ze zitten.

## Wetenschap
- Er ontstaat weer belangstelling voor de klassieke Griekse en Romeinse schrijvers. Hun werken worden gelezen op de Latijnse scholen.
- Nederlandse humanisten als Desiderius Erasmus, Janus Secundus, Johannes Murmellius en Hadrianus Junius schrijven uitsluitend of voornamelijk in het Latijn.
- Er ontstaat belangstelling voor de natuur. Vesalius bestudeert de lichaamsbouw van de mens, Michael Servet de bloedsomloop. Vorsten, wetenschappers en burgers gaan verzamelingen aanleggen van planten en dieren. Anderen geven boeken uit met tekeningen en beschrijvingen van natuurlijke soorten. Voorbeelden in de Nederlanden zijn Carolus Clusius (botanicus) en Adriaan Coenen van Schilperoort (amateur-bioloog), die het zeeleven inventariseerde in zijn "Visboek".
- Ontstaan van de Joodse Kabbala geschriften.
- De Spaanse franciscaner pater Bernardino de Sahagún maakt vele jaren aantekeningen van de Azteekse cultuur en wordt daarmee een voorloper van de antropologen. Zijn standaardwerk Algemene geschiedenis van de zaken van Nieuw-Spanje, een tweetalige (Spaans en Nahuatl) encyclopedie betreffende de Azteken vanuit Azteeks oogpunt geschreven, wordt door het Concilie van Trente verboden.

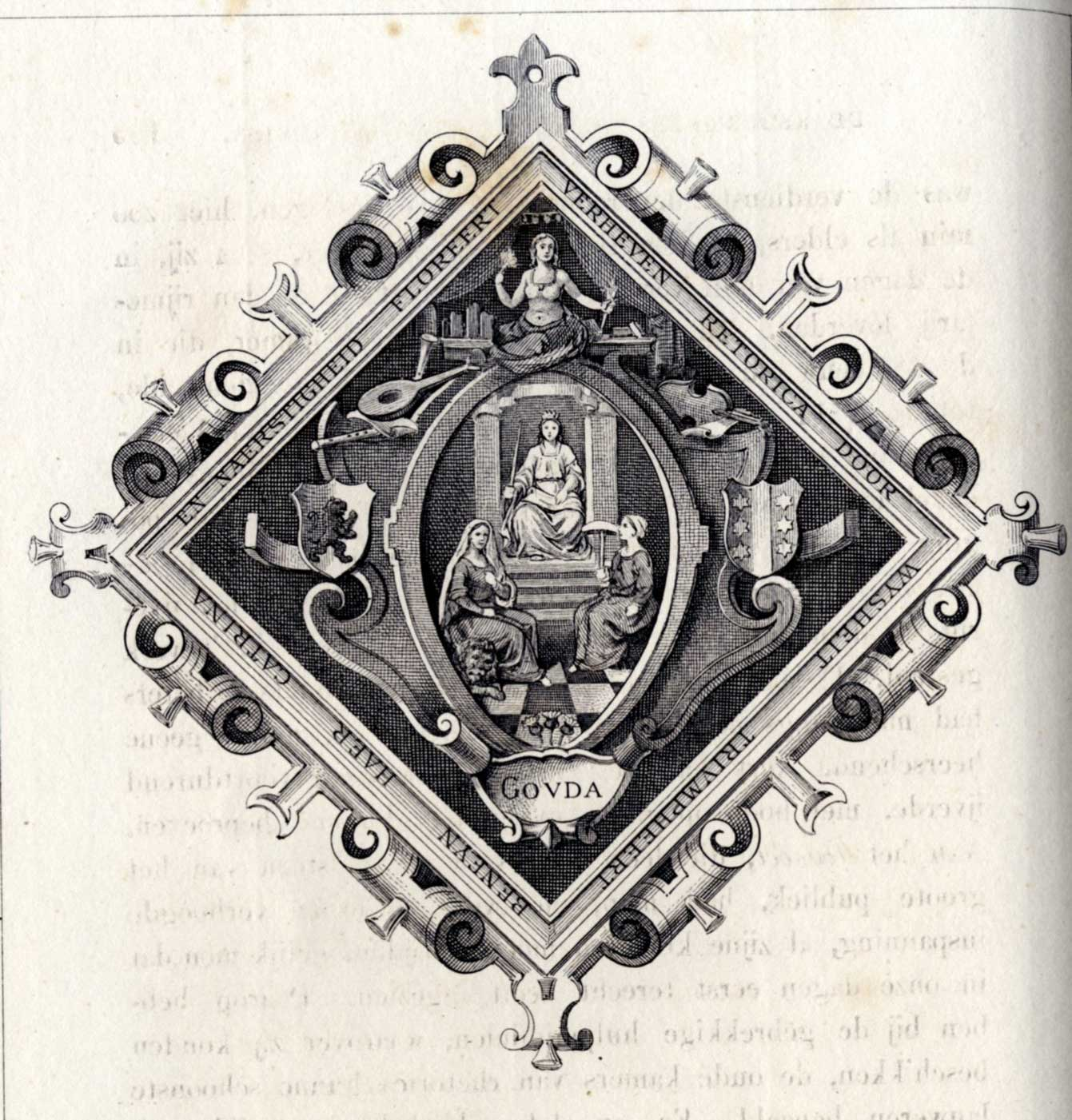
Blazoen van de rederijker
skamer de Goudsbloem van Gouda: verheven retorica door wysheit triompheert, beneyn haer Catrine en naerstigheit floreert.

## Kunst
- Bloei in Vlaanderen, Brabant en Amsterdam van de Rederijkerskamers, georganiseerde genootschappen voor dichtkunst, declamatie en toneel. In 1430 werd, naar Vlaams voorbeeld, in Middelburg de eerste Kamer van Rhetorica van het huidige Nederland opgericht. Hun kunstbeoefening staat los van de Kerk.
- In het Koninkrijk Napels en Sicilië ontstaat de Commedia dell'Arte, een soort straattheater waarin gemaskerde acteurs vaste en herkenbare personages uitbeelden. Deze personages worden overgenomen in Poesjenel, het Antwerpse poppentheater.
- In de schilderkunst wordt de navolging van Michelangelo en Rafaël Santi als essentieel gezien, in de dichtkunst gelden Petrarca en Dante als grote voorbeelden.
- De renaissance in de kunst vindt haar hoogtepunt in de hoogrenaissance, gevolgd door de laatrenaissance.
- De hernieuwde belangstelling voor de vormentaal van de Oudheid springt vooral in de architectuur in het oog. Men bestudeert de verhandeling van de Romein Vitruvius en meet antieke gebouwen op om zich vertrouwd te maken met de 'taal' van die architectuur. Italiaanse architecten zijn onder anderen Donato Bramante en Andrea Palladio. Enkele voorbeelden van tijdens de renaissance gebouwde bouwwerken zijn Italiaanse paleizen zoals in Venetië en Florence. Ook is de renaissance-architectuur terug te zien in de vele grote Franse kastelen in de Loirevallei, zoals het kasteel van Chambord.
- In het Osmaanse Rijk bouwt Sinan vele moskeeën die de oosterse bouwkunst eeuwenlang zullen bepalen.
- In Spanje is de vihuela populair: een tokkelinstrument gebaseerd op de middeleeuwse oed. In het noorden van Europa heeft de luit de voorkeur.
- Spaanse kolonisten brengen de sarabande mee uit Mexico.
- De Belgisch-Franse componist en koorleider Josquin des Prez haakt in op de verspreiding van de boekdrukkunst en neemt voor zijn kerkelijke en wereldse liederen de verstaanbare tekst als uitgangspunt.
- Het landschap wordt een zelfstandig onderwerp in de schilderkunst, zie Landschapschilderkunst.
- De grafiek brengt de beeldende kunst naar een breder publiek. Beroemde graveurs van het eerste uur zijn Albrecht Dürer uit Neurenberg en Lucas van Leyden.
- De Pléiade (Frans: La Pléiade) is een collectief van zeven jonge Franse dichters die zich samen tot doel hebben gesteld de poëzie uit de klassieke oudheid nieuw leven in te blazen en indien mogelijk te verbeteren. Ze schrijven vooral 'poésie légère': liefde en natuur zijn belangrijke thema's in hun werken. Hun motto is: carpe diem (pluk de dag), voor het begin van de 16e eeuw was memento mori (gedenk te sterven) juist belangrijk.
- De dichters van de Pléiade zetten zich in voor de bescherming van de Franse taal ten opzichte van het Latijn, dat door de humanisten meer en meer wordt gebruikt voor het maken van literatuur. De Pléiade zet zich in om het Frans te ontwikkelen en aan te vullen, met neologismen en leenwoorden uit verschillende Franse dialecten, het Italiaans, en ook met verbasteringen van Latijnse woorden.
- Ontstaan van de beiaard als bespeelbaar klokkenspel in torens. Begin van de eeuw raakt de techniek in de grote Vlaamse steden verspreid, vanaf de tweede helft van de eeuw slaat de "mode" ook aan in de Noordelijke Nederlanden.
- De baksteengotiek wordt opgevolgd door de baksteenrenaissance.

### Mode
- Het rapier wordt vooral gedragen en gehanteerd door de rijke burgerij, die steeds meer aan belang wint. Deze burgerij hecht meer waarde aan sierlijkheid dan aan efficiëntie en zodoende wordt het rapier meer en meer verfijnd.
- De uitvinding van stijfsel rond 1500 leidt tot de introductie van de gesteven kragen. Kanten kragen en manchetten worden door de kooplieden in Holland als teken van welvaart gedragen. Hofkringen in de Lage Landen volgen de Spaanse mode. Mannen dragen de molensteenkraag, de braguette en de rozenhoed.
- Een hennin is een lange, spits toelopende hoofdbedekking (puntige muts) van vrouwen. Veelal is aan het uiteinde een sluier verbonden, waarvan het einde in de hand wordt gedragen of om het middel wordt vastgemaakt.

## Belangrijke personen van de 16e eeuw

### Religie
- Maarten Luther (1483-1546)
- Johannes Calvijn (1509-1564)
- Huldrych Zwingli (1484-1531)

### Staatshoofden

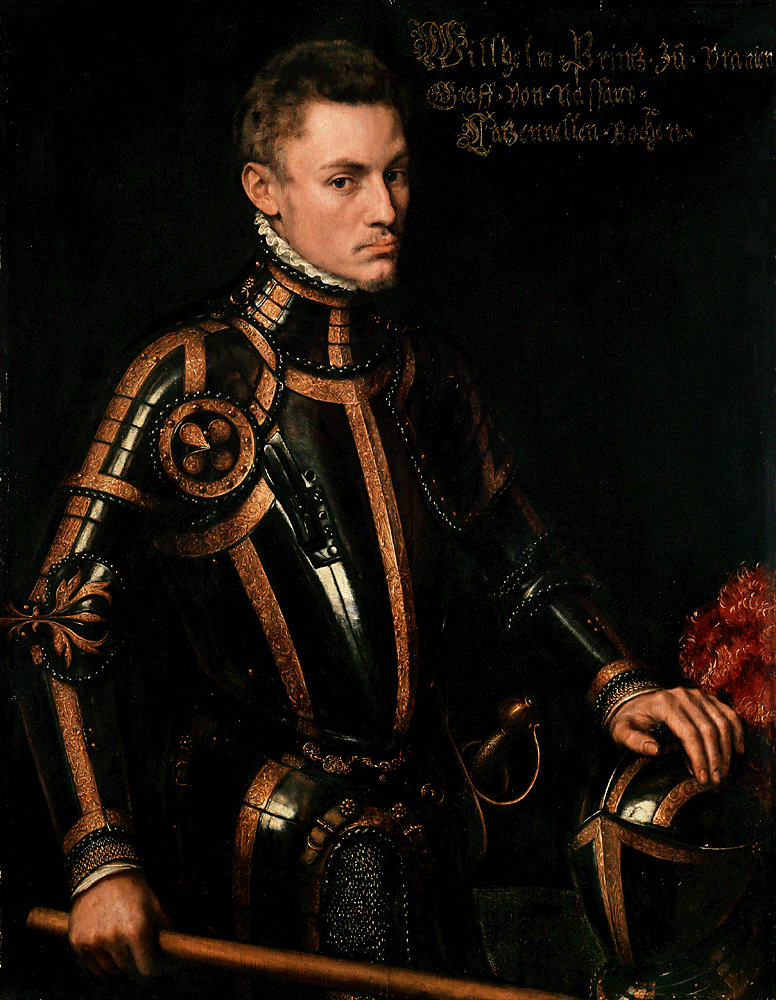
Willem van Oranje geschilderd door Anthonie Mor omstreeks 1554

- Hendrik VIII van Engeland (1491-1547)
- Elizabeth I van Engeland (1533-1603)
- Maria Stuart
- Frans I
- Gustaaf I van Zweden
- Keizer Karel V
- Filips II van Spanje
- Willem van Oranje
- Paus Leo X
- Süleyman I Sultan van het Ottomaanse Rijk

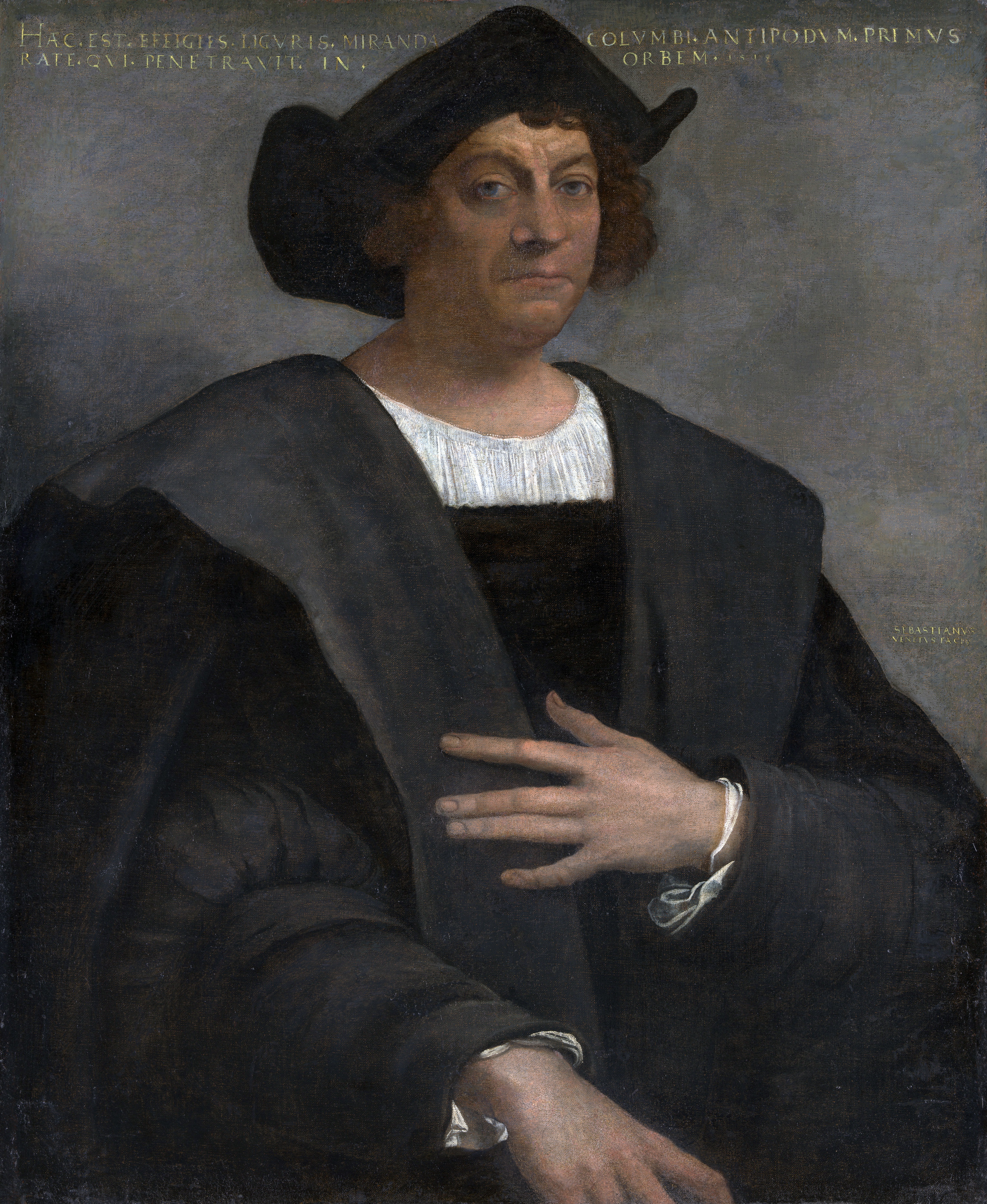
Christoffel Columbus

- Ivan IV van Rusland
- Oda Nobunaga
- Toyotomi Hideyoshi

### Cultuur en wetenschap
- Giovanni Pierluigi da Palestrina
- Pieter Bruegel de Oude
- Nicolaus Copernicus
- Giordano Bruno
- Desiderius Erasmus
- Galileo Galilei
- Hans Holbein de Oude
- Michelangelo
- Thomas More
- Paracelsus
- Rafaël Santi
- William Shakespeare
- Andreas Vesalius
- Leonardo da Vinci
- Johannes Kepler

### Overige
- Willem Barentsz
- Cesare Borgia
- Christoffel Columbus
- Cornelis Drebbel
- Vasco da Gama
- Machiavelli
- Ferdinand Magellaan
- Gerardus Mercator
- Johan van Oldenbarnevelt
- Francisco Pizarro
- Christoffel Plantijn